# Олександр Довженко (монета)
«Олекса́ндр Довже́нко» — ювілейна монета номіналом 2 гривні, випущена Національним банком України, присвячена 110-річчю від дня народження фундатора української національної школи кінематографії, письменнику, художнику — Олександру Петровичу Довженку (1894—1956), який народився у м. Сосниця на Чернігівщині. Довженко — поет і філософ екрана, геніальний режисер, кінофільм «Земля» який увійшов до 12 найкращих світових кінострічок, самобутній письменник-романтик, якого називають Гомером XX ст.
Монету введено в обіг 5 липня 2004 року. Вона належить до серії «Видатні особистості України».

## Опис монети та характеристики
| Номінал грн. | Метал      | Маса, г | Діаметр, мм | Якість виготовлення | Гурт     | Тираж, штук |
| ------------ | ---------- | ------- | ----------- | ------------------- | -------- | ----------- |
| 2            | нейзильбер | 12,8    | 31,0        | звичайна            | рифлений | 30 000      |

### Аверс
На аверсі монети зображено хлопчика, який стоїть у човні зі свічкою в руці і пливе по річці часу назустріч своїй долі, ліворуч від композиції розміщено рік карбування монети — «2004», під яким малий Державний Герб України та номінал — «2 ГРИВНІ», праворуч — напис півколом «УКРАЇНА» та логотип Монетного двору Національного банку України.

### Реверс
На реверсі монети зображено портрет Олександра Довженка та розміщено написи: праворуч у два рядки роки життя — «1894—1956», ліворуч півколом — «ОЛЕКСАНДР ДОВЖЕНКО».

## Автори

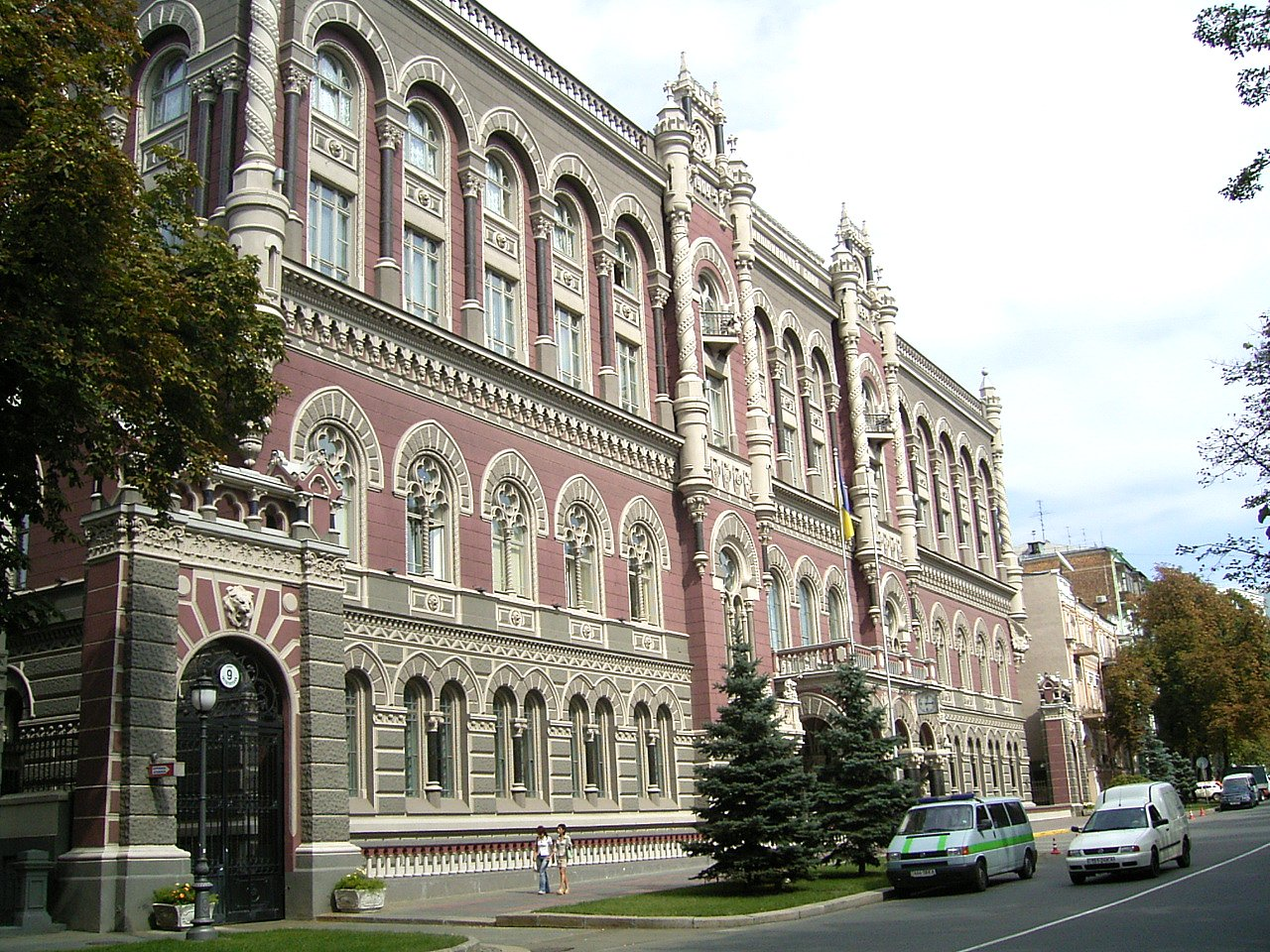
Будівля Національного банку України

- Художник — Кочубей Микола.
- Скульптор — Чайковський Роман.

## Вартість монети
Під час введення монети в обіг 2004 року, Національний банк України розповсюджував монету через свої філії за номінальною вартістю — 2 гривні.
Фактична приблизна вартість монети з роками змінювалася так:
| Рік        | 2010 | 2011 | 2012 | 2013 | 2014 | 2015 | 2016 | 2017 | 2018 | 2019 | 2020 | 2021 | 2022 | 2023 | 2024 | 2025 |
| ---------- | ---- | ---- | ---- | ---- | ---- | ---- | ---- | ---- | ---- | ---- | ---- | ---- | ---- | ---- | ---- | ---- |
| Ціна, грн. | 20   | 25   | 30   | 30   | 35   | 45   | 55   | 100  | 135  | 135  | 140  | 140  | 140  | 240  | 330  | 330  |